# European Association for International Education
L'European Association for International Education (EAIE) és una organització sense ànim de lucre internacional que té per objectiu estimular i facilitar la internacionalització de l'educació superior a Europa i arreu del món, així com donar resposta a les necessitats professionals de les persones actives en l'àmbit de l'educació internacional. Té la seva base a Amsterdam.